# Сараевско-романийски регион
Сараевско-романийски регион се намира в източната част на Република Сръбска около едноименната планина Романия. Обхваща общините Хан Пиесак, Соколац и Пале с града Пале.